# 周玄毅
周玄毅（1979年6月7日—），男，汉族，中国公共知识分子、哲学学者、辩手。武汉大学哲学学院博士毕业，武汉大学哲学学院副教授，中共党员。自称“女权主义者”，被称为“女权博主”，活跃于微博，仿照《哈扎尔辞典》，自创微博话题“瞎扎尔辞典”，经常发文暗讽中国政府，曾遭学生举报。米果文化内容总监，曾参与创作《好好说话》《小学问》等系列网络知识脱口秀节目。

## 作品
- 《跨文化伦理研究视域中的朋友关系——以先秦儒家和古希腊哲学为例》，载《武汉大学学报》（人文科学版）65.3 (2012): 15-18.
- 《自由意志——康德道德宗教的核心观念》，载《云南大学学报》 (社会科学版), 2010, 4.[14]

## 性丑闻
2015年8月，其前妻徐琪称周玄毅婚内出轨。后来，周玄毅与《奇葩说》选手马薇薇公布恋情。2018年9月，周玄毅与马薇薇分手。
2021年7月17日，微博用户“致谭女士”发布动态称周玄毅在有女朋友的情况下，与包括自己在内的多名女性，包括女粉丝，保持开放式性关系。
2021年7月22日，在性丑闻发生之后，武汉大学对周玄毅进行党内严重警告、停止课程教学工作、停止研究生招生资格等处分。